# Existenskvantifikator
Existenskvantifikator eller Existenskvantor är ett begrepp inom predikatlogiken.
Beteckning: ∃.
Satsen "Det finns minst ett x för vilket predikatet P(x) gäller" skrivs
{\displaystyle \exists xP(x)}
Negationen av en existenskvantifierad sats ger en allkvantifierad sats, negationen av "det finns minst en vit korp" är "alla korpar är icke-vita":
{\displaystyle \nexists xP(x)=\forall {x}\neg P(x)}